# Psephellus paucilobus
Psephellus paucilobus là một loài thực vật có hoa trong họ Cúc. Loài này được (Trautv.) Boiss. miêu tả khoa học đầu tiên năm 1875.